# تكوين الأوعية العلاجي
يعد تكوين الأوعية العلاجية مجالًا تجريبيًا في علاج نقص التروية، وهي الحالة المرتبطة بانخفاض تدفق الدم إلى أعضاء أو أنسجة أو أجزاء معينة من الجسم. يحدث هذا عادة بسبب انقباض أو انسداد الأوعية الدموية. تكوين الأوعية الدموية هو عملية الشفاء الطبيعية التي يتم من خلالها تكوين أوعية دموية جديدة لتزويد العضو أو الجزء المصاب بالنقص بالدم الغني بالأكسجين. الهدف من تكوين الأوعية الدموية العلاجي هو تحفيز تكوين أوعية دموية جديدة في الأعضاء أو الأنسجة أو الأجزاء الإقفارية على أمل زيادة مستوى الدم الغني بالأكسجين الذي يصل إلى هذه المناطق.
يهدف تكوين الأوعية الدموية العلاجي إلى علاج أمراض نقص التروية عن طريق توليد أوعية دموية جديدة من الأوعية الدموية الموجودة. وهو يعتمد على توصيل عوامل خارجية لتحفيز تكوين الأوعية الدموية الجديدة. وقد أثبتت الاستراتيجيات الحالية التي تستخدم الجينات والبروتينات والخلايا فعاليتها في النماذج الحيوانية. ومع ذلك، فقد ثبت أن الترجمة السريرية لأي من الأساليب الثلاثة تشكل تحديًا لأسباب مختلفة. يعتبر تناول العوامل الوعائية بشكل عام آمنًا، وفقًا للتجارب المتراكمة، كما أنه متوفر في الأسواق. ومع ذلك، يجب التغلب على العديد من العقبات قبل أن يصبح تكوين الأوعية العلاجي علاجًا بشريًا حقيقيًا.